# 中兴日报
《中兴日报》，前身《中南日报》，是新加坡的一份华文报纸，由中国同盟会成员于1907年8月20日创刊，为同盟会新加坡分会机关报。由于经济困难，该报于1910年停刊，正式走入历史。

## 历史
《中兴日报》由同盟会新加坡分社的张永福和陈楚楠所创办，以应对《总汇新报》日益增长的影响力。虽然该报是同盟会员创办的，但已落入改革派的控制之下。
报纸的第一版于8月27日出版。
该报通过短篇小说、诗歌等方式，对改良派和《总汇新报》进行辩论、诽谤与反驳。两份报纸都频频利用文学版块互相辱骂，偶尔也会以诽谤罪起诉对方。

## 轶闻
此报是陈楚楠及其他同盟会员在退出《南洋总汇报》（前身为《图南日报》）后创办的革命思想报刊。